# Santo Tomas (Pangasinan)
Santo Tomas ist eine Stadtgemeinde in der philippinischen
Provinz Pangasinan und grenzt im Osten an die Provinz Tarlac. In dem nur 14,3 km² großen Gebiet wohnten im Jahre 2015 15.022 Menschen, wodurch sich eine Bevölkerungsdichte von 1050 Einwohnern pro km² ergibt.
Santo Tomas ist in folgende zehn Baranggays aufgeteilt:
- La Luna
- Poblacion East
- Poblacion West
- Salvacion
- San Agustin
- San Antonio
- San Jose
- San Marcos
- Santo Domingo
- Santo Niño